# Politique au Brésil

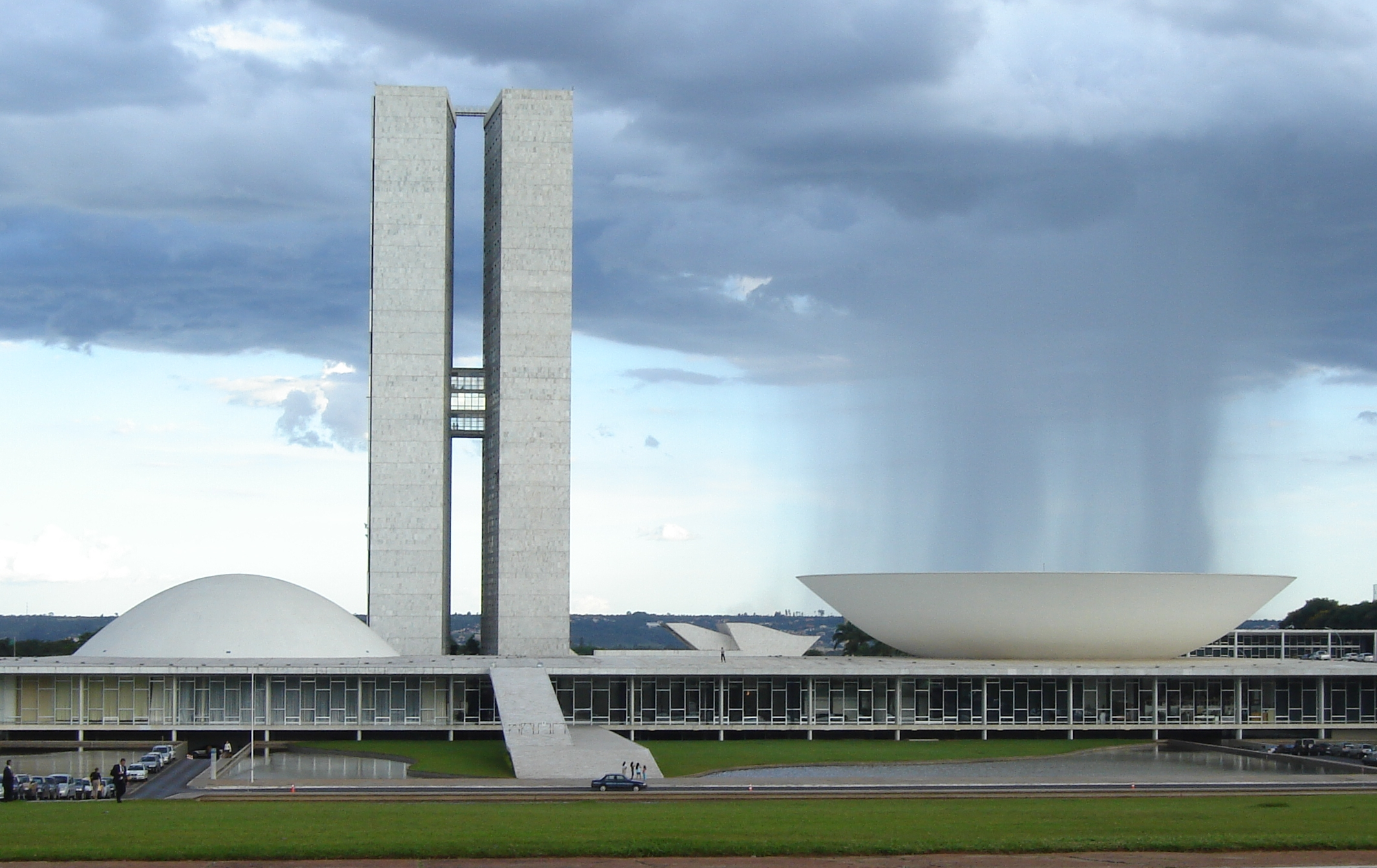
Congrès national du Brésil.

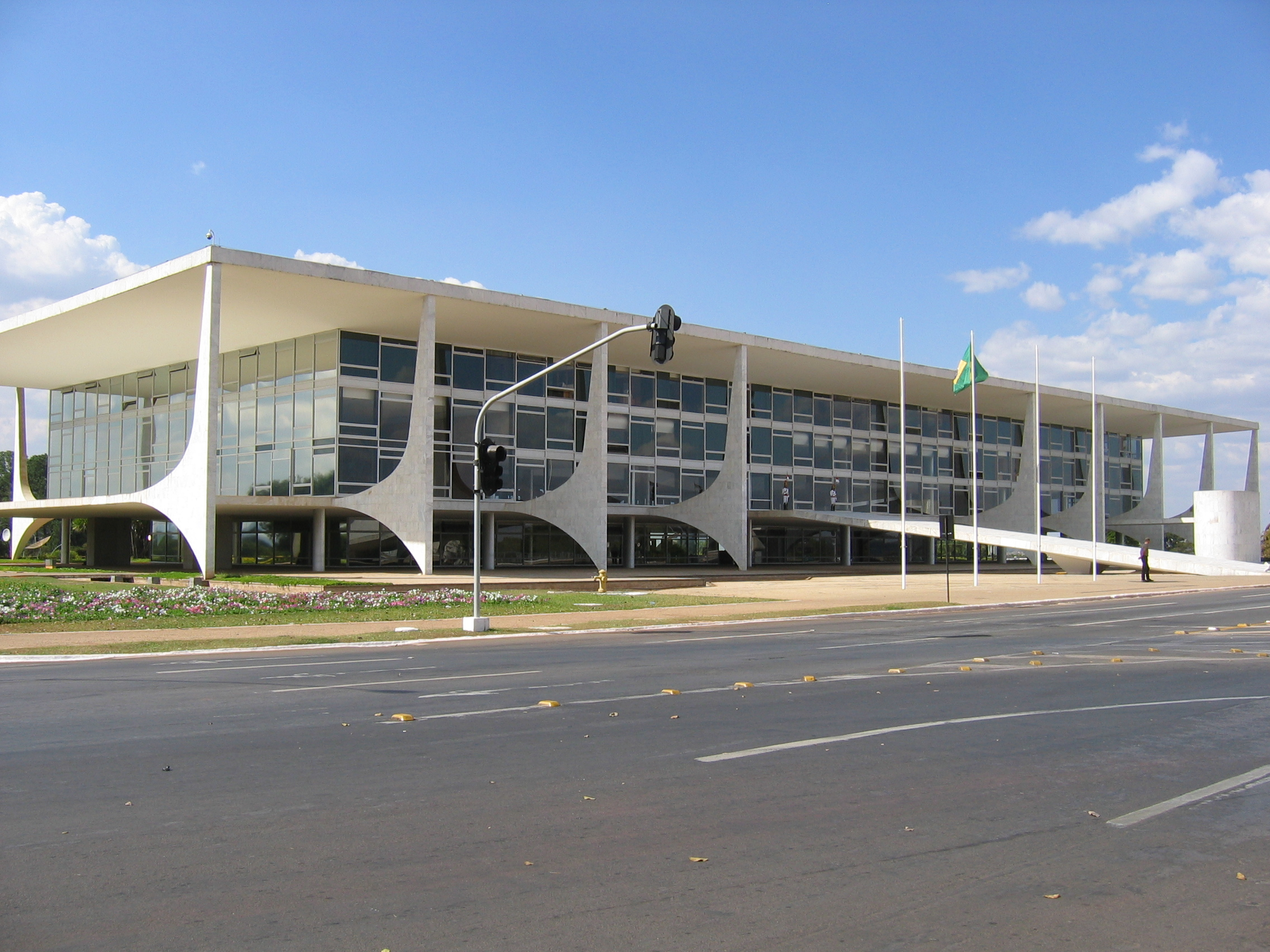
Palais du Planalto.

Le Brésil est une république fédérale composée de 26 États et d'un district fédéral. La constitution actuelle date de 1988.

## Système politique

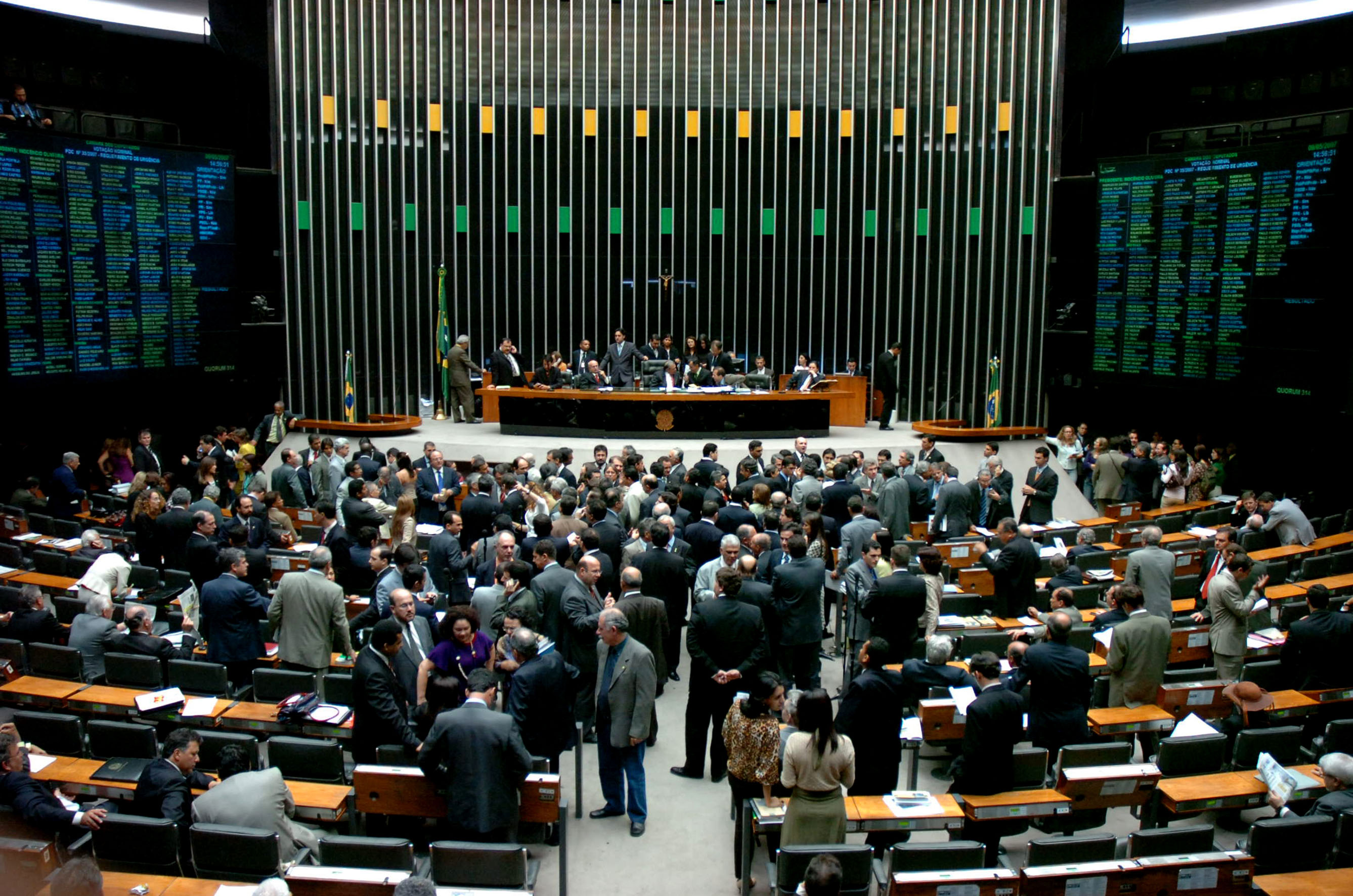
La plénière de la Chambre des députés du Congrès national du Brésil.

Le Parlement brésilien est composé de deux Chambres : le Sénat (Senado Federal) et la Chambre des députés (Câmara dos Deputados). Au Sénat siègent 81 élus (3 sénateurs par État et 3 sénateurs pour le district fédéral) et 513 à la Chambre des députés renouvelée tous les quatre ans.
Le président et le vice-président sont élus pour un mandat de 4 ans. Depuis la Constitution de 1988, une majorité absolue des voix exprimées est requise pour l'élection du président de la république, des gouverneurs des 26 Etats et du District Fédéral (la région de Brasilia, capitale fédérale) et des maires des villes de plus de 200 000 habitants. Si cette majorité n'est pas obtenue, ce qui est souvent le cas pour la Présidence (à l'exception des deux élections successives de Fernando Henrique Cardoso, en 1994 et en 1998) et pour les gouvernements des États les plus peuplés et qui ont donc une politique plus complexe (le Brésil a plusieurs partis approximativement de même taille – le PT, le PMDB, le PSDB et le DEM), un deuxième tour a lieu quelques semaines après, opposant les deux candidats les plus votés lors du premier tour.
Du fait que les élections législatives ont toujours lieu en même temps que celles pour le pouvoir exécutif correspondant, et qu'elles se font sur un système proportionnel, il n'y a pas de deuxième tour pour elles et il n'est pas rare que le Président, le Gouverneur ou le Maire ait à négocier avec plusieurs partis en vue de se faire une majorité parlementaire. Le vice-président, le vice-gouverneur et le vice-maire sont élus sur le ticket du titulaire du pouvoir exécutif. Le président donc élu va gouverner sur tout le pays.
Souvent ils sont choisis en fonction d'accords politiques, si bien qu'ils n'appartiennent pas forcément au même parti ou à la même tendance que le titulaire ; cela signifie qu'ils sont fréquemment écartés des grandes décisions politiques, mais qu'ils peuvent, s'il y a décès, renoncement ou destitution du titulaire, occuper sa place jusqu'à la fin du mandat, qui est toujours de quatre ans pour les postes exécutifs élus. Les élections pour la Présidence et les États se font en même temps. Celles pour les mairies sont également simultanées, mais décalées par rapport aux précédentes : elles ont eu lieu en octobre 2008.
Selon Gregorio Duvivier, les campagnes électorales réclament généralement deux millions d'euros pour être élu député. En conséquence, environ 80 % des membres du Congrès sont des hommes d'affaires et représentent en particulier les intérêts des entreprises. Dix-neuf grandes entreprises ont fourni la moitié des sommes dépensées pour les élections générales de 2014. Ces investissements peuvent leur permettre d'obtenir des contrats publics. L’institut Kellogg Brasil a calculé que chaque réal investi en rapportait environ 8,5 en contrats publics. Au contraire des entreprises, les syndicats ne sont pas autorisés à financer les campagnes électorales.
Il existe au Brésil d'influentes dynasties politiques. En 2021, près des deux tiers des députés et les trois-quarts des sénateurs brésiliens en sont issus. Les « grandes familles » dirigent une majorité de capitales régionales et dominent la plupart des assemblées locales.

## Histoire
Quand la république succède à l'empire, la devise d'Auguste Comte « Ordre et Progrès » figure sur le drapeau de la République et la Constitution de 1891 s'inspire des Cours de philosophie positive et du Système de politique positive d'Auguste Comte. Les débuts de la République sont marquées par le « coronelisme », soit un équivalent du caudillisme des pays hispanophones. La « vieille république » (1889-1930) est aussi connue comme la « république oligarchique ».
Luiz Inácio Lula da Silva devient président le 1er janvier 2003. Son mandat s'achève le 1er janvier 2011. Il laisse la présidence à Dilma Rousseff, élue le 31 octobre 2010. Elle est réélue le 31 octobre 2014. Cependant, en mai 2016, elle est destituée et son vice-président Michel Temer lui succède.
En 2015 et 2016, dans le contexte des manifestations contre la présidente Dilma Rousseff, les idées conservatrices tentent à étendre leur influence auprès de l'opinion publique. D'après les études de l'Institut  brésilien de l'opinion publique et de la statistique (Ibope), 70 à 80 % des manifestants interrogés se prononçaient pour un durcissement des peines contre la délinquance et l’abaissement de la majorité pénale à 16 ans. Entre 2010 et 2016, le soutien à la peine de mort est passé de 31 à 49 %, et le nombre de personnes se déclarant conservatrices de 49 à 59 %.
Le recul de la pauvreté et le développement de la classe moyenne au cours des années Lula permet par ailleurs aux partis de droite de s'adresser à de plus larges franges de l’électorat pour les questions économiques. « Ces nouvelles petites classes moyennes rêvent d'entreprendre et de consommer » selon la Fondation Perseu Abramo. « Elles sont sensibles au discours méritocratique de la droite ou des églises évangéliques, et moins conquises par celui du PT, qui s'adresse encore aux pauvres ».

## La politique au Brésil

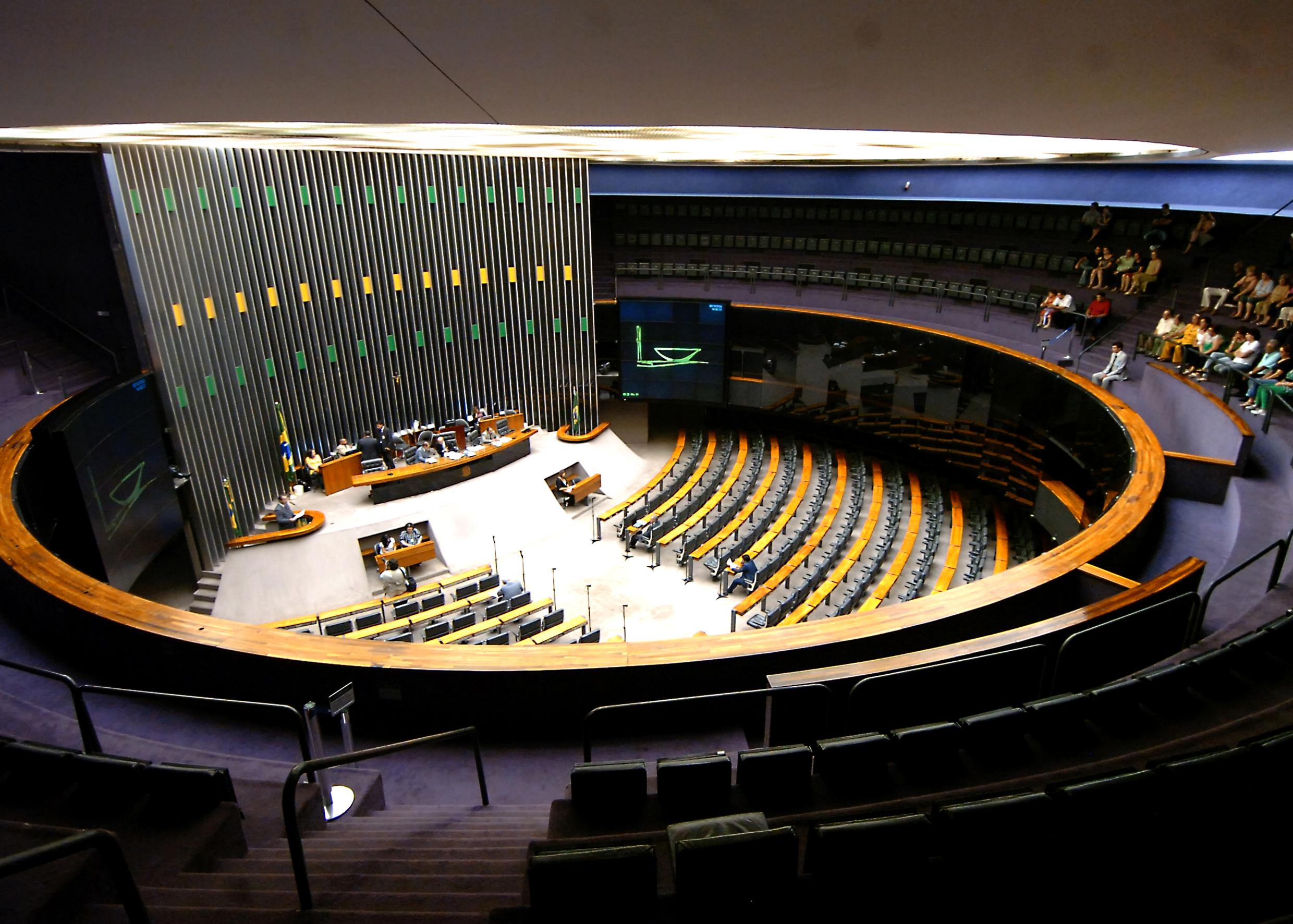
Chambre des députés.

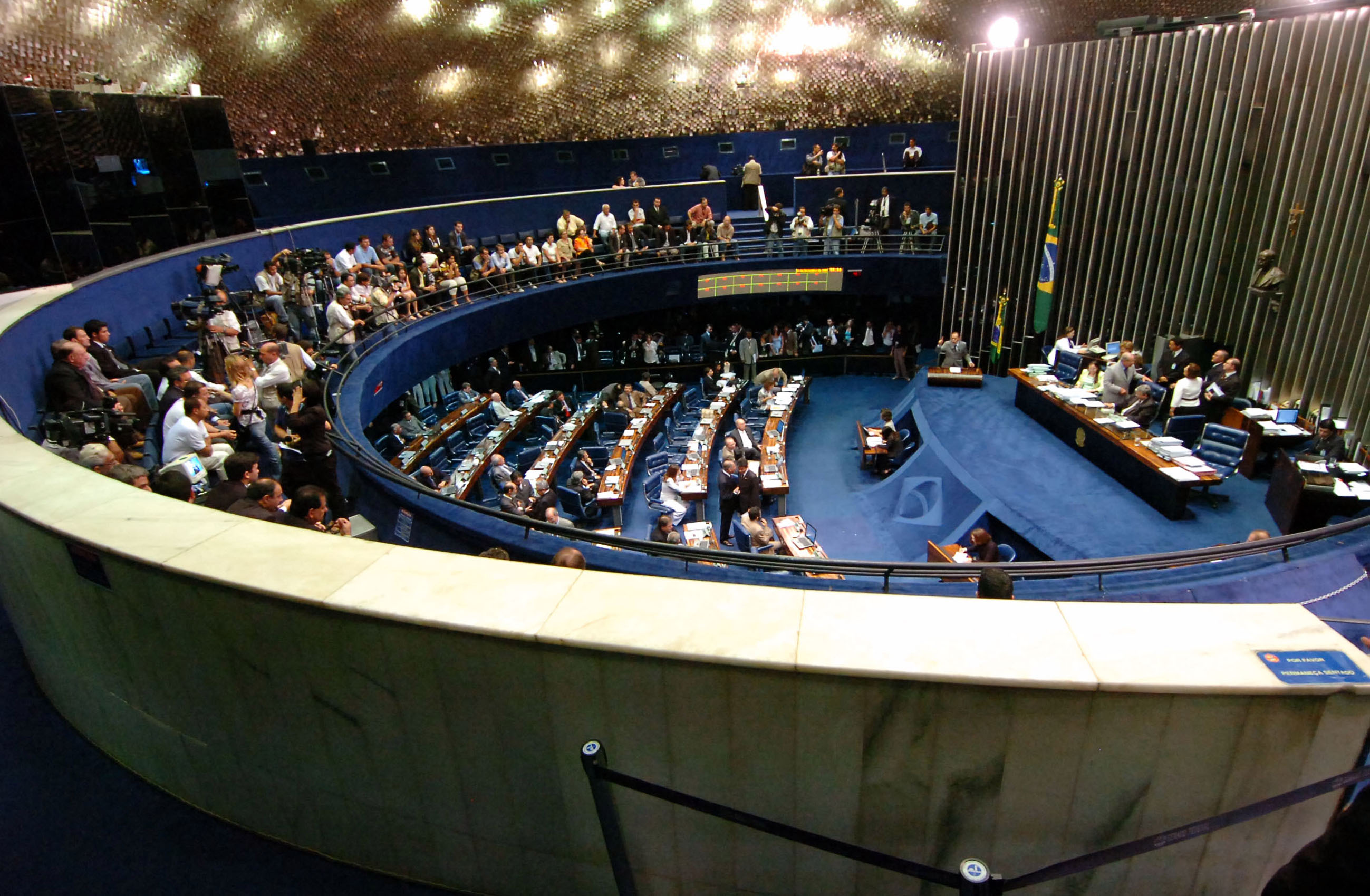
Sénat fédéral.

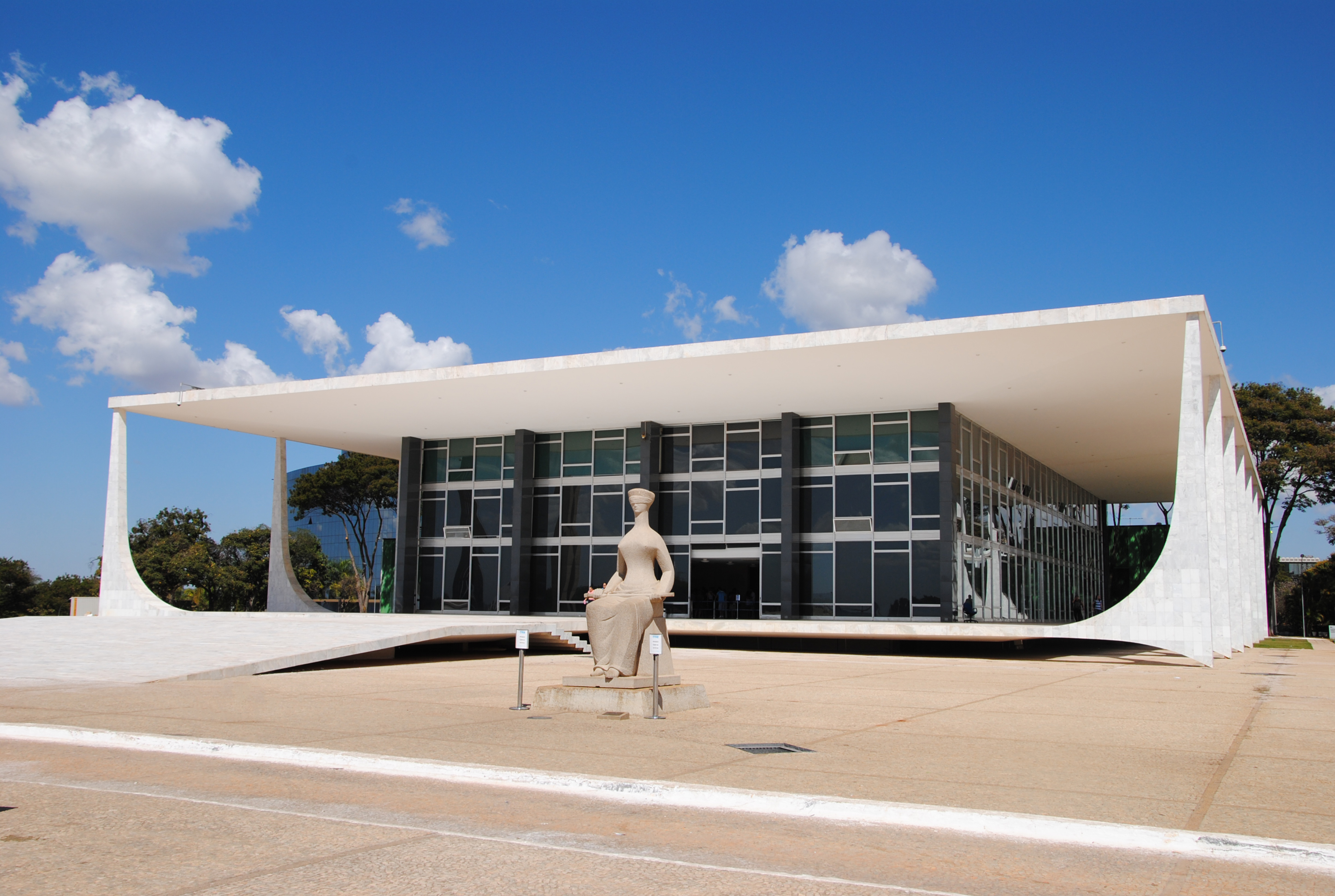
Tribunal fédéral suprême.

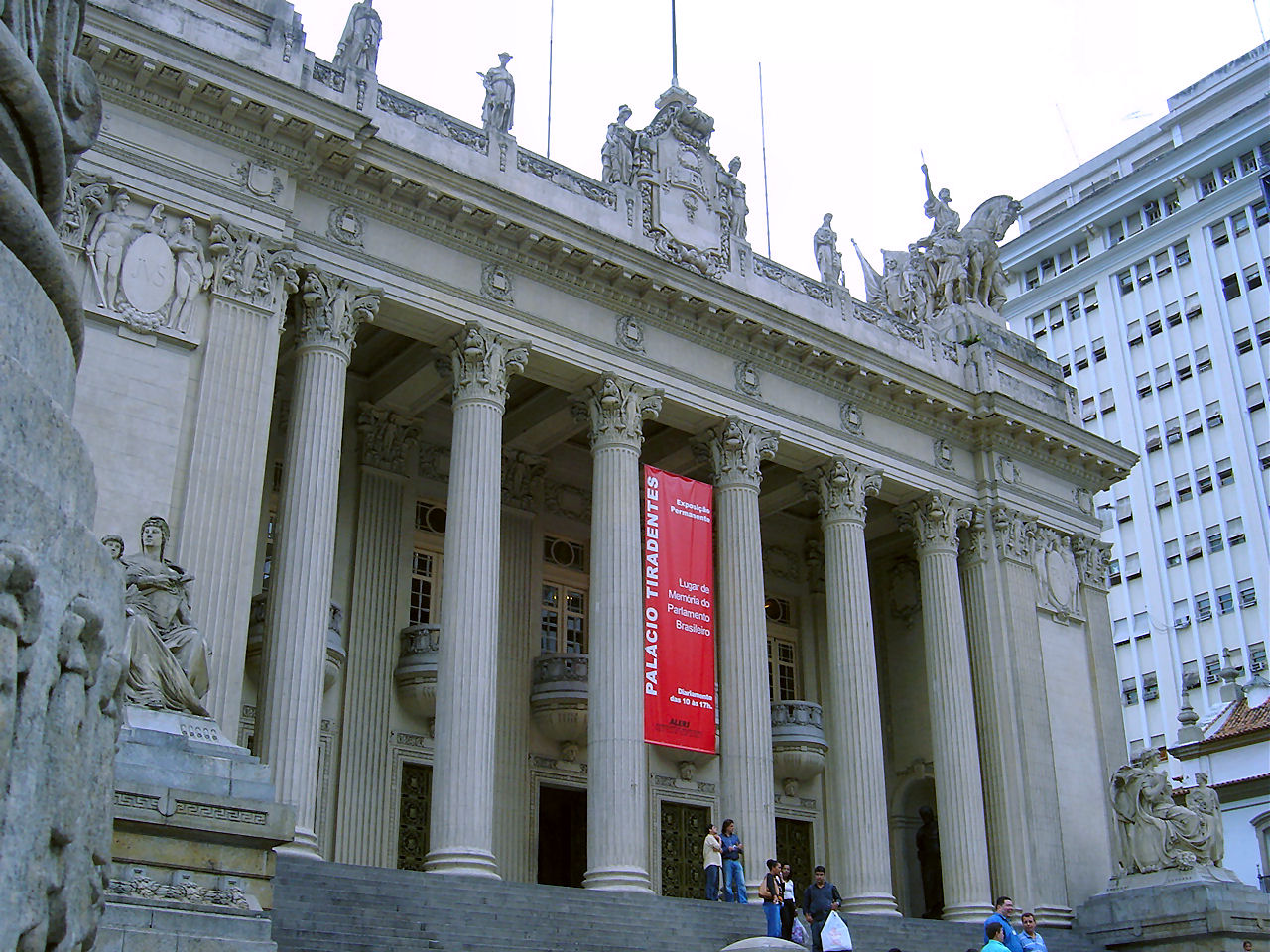
Assemblée législative de Rio de Janeiro.

### Partis politiques

#### Partis actifs
Les numéros entre parenthèses sont les codes électoraux des partis, visibles lors des élections.
- Parti de la cause ouvrière (Partido da Causa Operária, PCO : 29)
- Parti communiste brésilien (Partido Comunista Brasileiro, PCB : 21)
- Parti communiste du Brésil (Partido Comunista do Brasil, PCdoB : 65)
- Démocrates (Democratas, DEM : 25)
- Parti démocratique travailliste (Partido Democrático Trabalhista, PDT : 12)
- Parti humaniste de solidarité (Partido Hum : 31)
- Parti de la mobilisation nationale (Partido da Mobilização Nacional, PMN : 33)
- Mouvement démocratique brésilien (Movimento Democrático Brasileiro, MDB : 15)
- Citoyenneté (Cidadania : 23 ; avant mars 2019 : Parti populaire socialiste, Partido Popular Socialista, PPS)
- Progressistes (Progressistas : 11 ; précédemment Parti progressiste, Partido Progressista, PP)
- Parti libéral (Partido Liberal, PL : 22 ; précédemment : Parti de la République, Partido da República, PR)
- Parti rénovateur travailliste brésilien (Partido Renovador Trabalhista Brasileiro, PRTB : 28)
- Républicains (Republicanos : 10 ; précédemment : Parti républicain brésilien, Partido Republicano Brasileiro, PRB)
- Parti républicain progressiste (Partido Republicano Progressista, PRP : 44)
- Parti social-chrétien (Partido Social Cristão, PSC : 20)
- Démocratie chrétienne (Democracia Cristã, DC : 27 ; précédemment : Parti social-démocrate chrétien, Partido Social Democrata Cristão, PSDC)
- Parti social-libéral (Partido Social Liberal, PSL : 17)
- Parti de la social-démocratie brésilienne (Partido da Social Democracia Brasileira, PSDB : 45)
- Parti socialisme et liberté (Partido Socialismo e Liberdade, P-SOL : 50)
- Parti socialiste brésilien (Partido Socialista Brasileiro, PSB : 40)
- Parti socialiste des travailleurs unifié (Partido Socialista dos Trabalhadores Unificado, PSTU : 16)
- Parti des travailleurs (Partido dos Trabalhadores, PT : 13)
- Parti travailliste brésilien (Partido Trabalhista Brasileiro, PTB : 14)
- Parti vert (Partido Verde, PV : 43)
- Parti travailliste chrétien (Partido Trabalhista Cristão, PTC : 36)
- En avant (Avante : 70 ; précédemment : Parti travailliste du Brésil, Partido Trabalhista do Brasil, PTdoB)
- Podemos (PODE : 19 ; jusqu'en 2017 : Parti travailliste national, Partido Trabalhista Nacional, PTN)

## Vie politique et religion
Les Églises exercent une forte influence dans la politique brésilienne. Elles interviennent dans le débats des campagnes électorales. Plusieurs partis politiques ont un nom qui évoque une religion : Parti social-chrétien, Démocratie chrétienne ou encore Parti travailliste chrétien.
Le lobby parlementaire évangélique comprend, en 2020, 195 députés, soit 38 % des sièges à la Chambre basse. Son influence s'est depuis renforcée puisqu'il comprend, en 2024, 219 députés et 26 sénateurs (sur un total de 513 députés et 81 sénateurs). Ses membres défendent un programme conservateur sur les questions de société tel que l’opposition aux droits LGBT+ ou à l’avortement mais sont plus divisés sur les sujets sociaux-économiques.

## Monarchisme
La monarchie brésilienne a été abolie en 1889. Un courant monarchiste est toutefois encore présent dans la vie politique du pays. Au Parlement, une dizaine d’élus forment un « lobby monarchiste ». Leur chef est Luiz Philippe de Orleans e Bragança, lui-même issu de la famille impériale. Celui-ci compte parmi les proches du clan Bolsonaro et fut un temps pressenti pour être son vice-président.
Plusieurs ministres au sein du gouvernement de Jair Bolsonaro ont également manifesté leur sympathie envers l'idée d'une restauration de la monarchie, comme le conseiller aux affaires étrangères du président, Filipe Martins ; ou le ministre des Infrastructures, Tarcisio Gomes de Freitas, et Abraham Weintraub, ministre de l’Éducation. Ce dernier qualifie d’« infamie » la proclamation de la République.

## Assassinats politiques
Le Brésil est l'un des pays les plus dangereux pour les paysans, avec pour la seule année 2017 soixante-cinq assassinats de paysans engagés dans des conflits pour le droit à la terre. Entre 1985 et 2017, 1 722 militants du Mouvement des sans-terre ont été assassinés.
En 2016, ce sont au moins 49 personnes qui ont été assassinées au Brésil en défendant l’environnement contre des entreprises ou des propriétaires terriens.